# Земська школа (Вертіївка)
Земська школа — пам'ятка історії місцевого значення у Вертіївці. Нині тут розміщується дитсадок.

## Історія
Рішенням виконкому Чернігівської обласної ради народних депутатів трудящих від 31.05.1971 № 286 надано статус «пам'ятник історії місцевого значення» з охоронним № 1177 під назвою «Школа, де навчався М. П. Кирпонос (1892—1941 рр.) — Герой Радянського Союзника, генерал».

## Опис
Будинок був побудований наприкінці ХІХ століття для земської школи. Кам'яний, одноповерховий, прямокутний у плані будинок загальною площею 100 м². Складається з 7 кімнат та коридору. На північному фасаді розташована веранда, на південному — веранда на всю ширину будинку.
У будинку колишньої земської школи навчався Михайло Кірпонос — Герой Радянського Союзу генерал-полковник. На фасаді встановлено меморіальну дошку.
Зараз у будинку розміщується дитсадок (вулиця Генерала Корчагіна, 3).

## Галерея

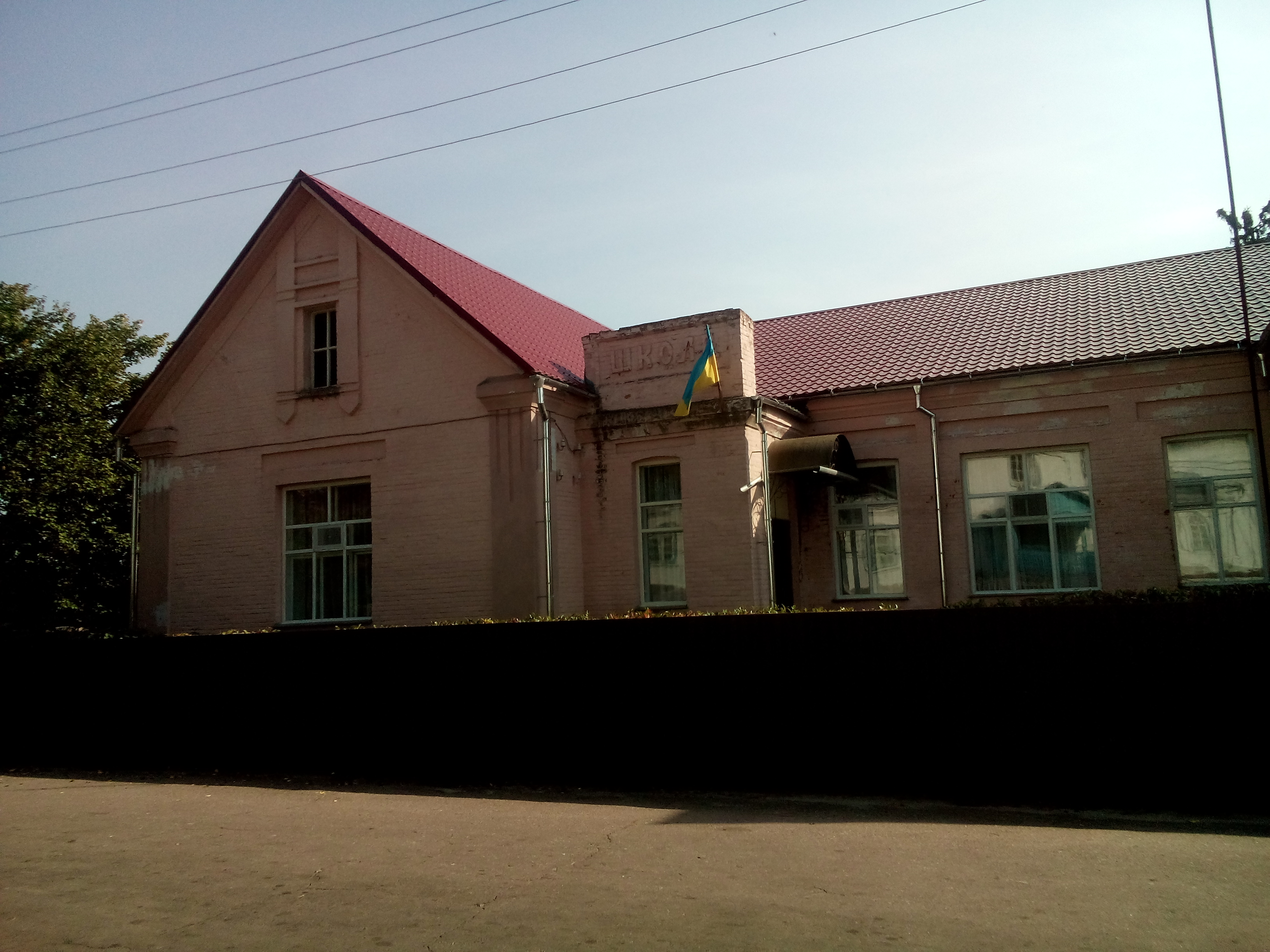
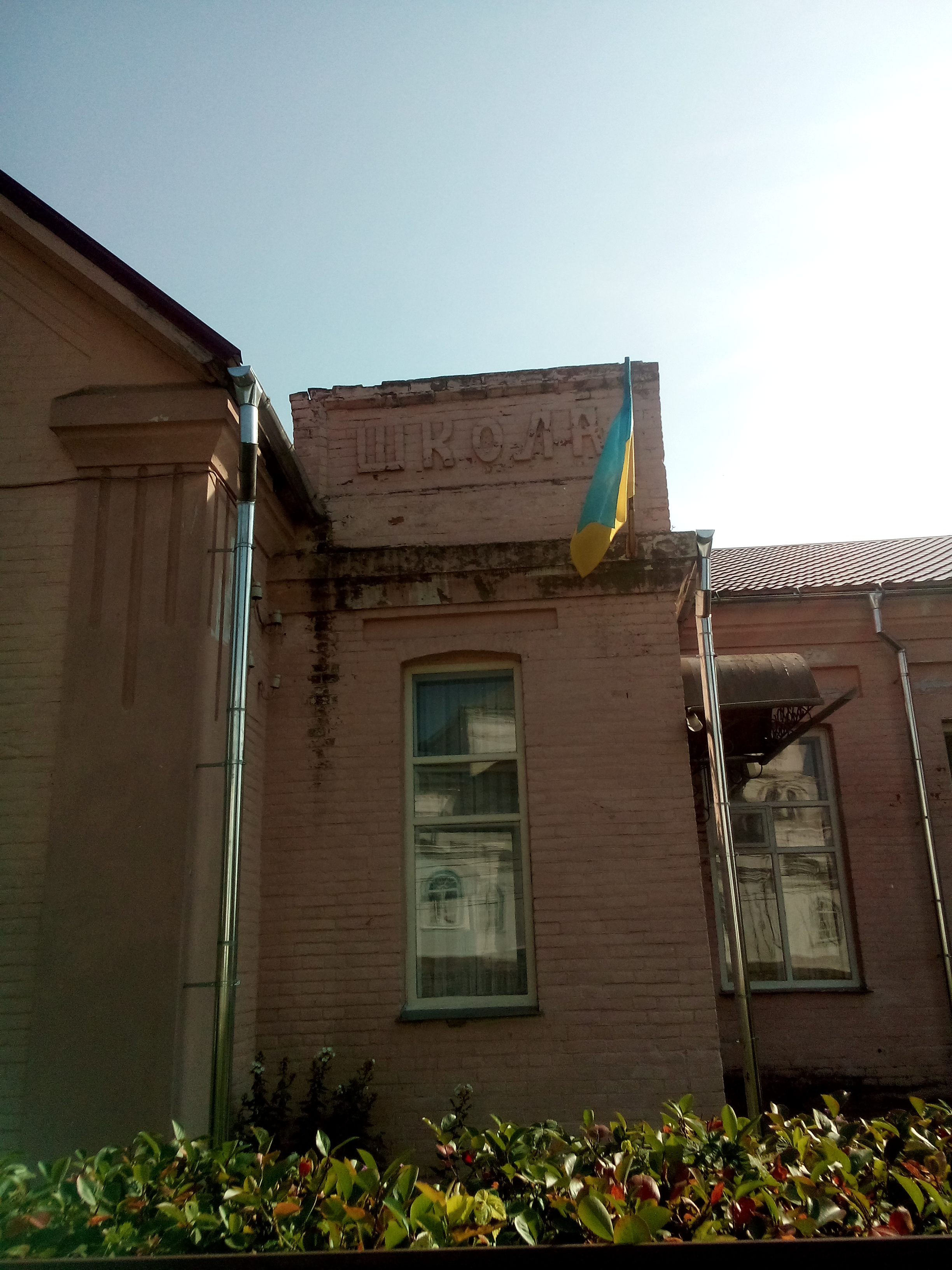